# Jan Nepomucen Krupski
Jan Nepomucen Krupski (ur. 1799, zm. 1 maja 1856 w Warszawie) – literat, dziennikarz, ojciec polskiej stenografii.

## Życiorys
Urodził się w 1799, rodzice jak i miejsce jego urodzenia nie są znane. Już w 1816 zajmował się problemami związanymi ze stenografią. W 1828 powstał pierwszy polski podręcznik do stenografii jego autorstwa. Opublikowany został w 1858, już po śmierci autora. Stenografia była postrzegana przez zaborców jako tajne pismo spiskowców, dlatego też nie było wydawców chętnych do wydania takiej pracy.
Po 1831 redagował "Gazetę Warszawską" a następnie Gazetę Codzienną. W latach 1835–38 był redaktorem pisma "Światowid czyli Zbiór Najciekawszych Powieści i Artykułów tak Tłómaczonych jak Oryginalnych Nauce i Zabawie Poświęconych". W 1836 wydał "Łaźnie parowe rosyjskie, uważane pod względem lekarskim i dyetetycznym…" oraz "Strategika szachowa czyli teoretyczny i praktyczny sposób doskonalenia się w grze szachów".
Pod koniec życia był bibliotekarzem w Akademii Duchownej Rzymsko-Katolickiej w Warszawie. Zmarł 1 maja 1856 i pochowany został na cmentarzu powązkowskim.